# Armour of God
Armour of God ("Long xiong hu di"), är en Hongkong-film från 1987, regisserad av Jackie Chan, som också spelar en av huvudrollerna.

## Handling
En sekt vill ha samtliga fem delar av guds rustning. De har endast två delar men har fått nys om att en äventyrare kallad Asian Hawk nyligen har hittat den tredje. De kidnappar hans barndomskärlek Lorelai i utpressning mot de resterande tre delarna. Tillsammans med Lorelais pojkvän Alan måste nu Asian Hawk finna samtliga delar och rädda Lorelai från sekten.

## Om filmen
Filmen är inspelad i Kroatien och Slovenien. 
Jackie Chan höll på att dö under inspelningen då han i en scen föll från ett träd och landade med huvudet mot en sten. I scenerna före olyckan ses han med en kort frisyr som han under rehabiliteringen låter växa ut, vilket tydligt ses i scenerna efter.
Det råder en viss förvirring om ordningen på filmerna, främst i USA, då uppföljaren Armor of God II - Operation of Condor släpptes före denna film som sedan släpptes som om det vore en uppföljare med namnet Armor of God - Operation of Condor II.
År 2012 hade den tredje filmen med namnet Chinese Zodiac premiär.

## Rollista (urval)
| Jackie Chan          | – Jackie 'Asian Hawk' |
| Alan Tam             | – Alan                |
| Rosamund Kwan        | – Lorelai             |
| Maria Dolores Forner | – May Bannon          |
| Bozidar Smiljanic    | – Bannon              |
| Ken Boyle            | – Grand wizard        |
| Bo Svenson           | – munk                |